# 予算決議案
予算決議案（よさんけつぎあん、英:budget resolution）とは、アメリカ合衆国議会における議案の1つである。
次年度の連邦歳入総額、歳出総額、財政赤字（黒字）額を示した上で、国防、農業、エネルギー等20の政策分野の歳出上限額を規定するほか、当該年度以降の複数年度の財政見通しを示すものである。
予算決議案は両院の議決のみで成立する両院一致決議案であり、両院一致の議決に加え、大統領の署名を要する法律案とは議案の性格を異にする。
個々の施策に関する支出の権限を与える授権法案、個々の歳出項目に関する歳出額を定める歳出法案は、特別の定めがある場合を除き予算決議案と整合がとれたものであることが求められる。